# North Harbour Rugby Union
North Harbour Rugby Union è l'organo di governo del rugby a 15 nelle regioni neozelandesi di North Shore e Rodney; la squadra, chiamata North Harbour o semplicemente Harbour, milita nel campionato provinciale neozelandese.
Il North Harbour fu fondato nel 1985 da club in fuga dalla Auckland Rugby Union, che aveva una reputazione di buon livello di gioco.
Il North Harbour ha ottenuto un grande successo, fornendo molti giocatori agli All Blacks e alle altre rappresentative neozelandesi, e vincendo anche il titolo di terza divisione nel loro primo anno, quindi promozione alla NPC Division 1. Raggiunsero più volte le finali NPC negli anni '90 e nel 1994 ospitarono le finali all'Onewa Domain contro Auckland.
Il North Harbour è tributario della franchise di Auckland in Super Rugby, i Blues.
Con lo sviluppo del North Harbour Stadium ad Albany, lo stadio, che ha una capienza di 20000 posti, divenne la casa degli Harbour.